# Pico Itapiroca
Pico Itapiroca är en bergstopp i Brasilien.   Den ligger i kommunen Campina Grande do Sul och delstaten Paraná, i den södra delen av landet, 1 100 km söder om huvudstaden Brasília. Toppen på Pico Itapiroca är 1 805 meter över havet, eller 122 meter över den omgivande terrängen. Bredden vid basen är 0,58 km. Pico Itapiroca ingår i Serra do Ibitiraquire.
Terrängen runt Pico Itapiroca är kuperad åt nordväst, men åt sydost är den bergig.Runt Pico Itapiroca är det mycket glesbefolkat, med 4 invånare per kvadratkilometer..
I omgivningarna runt Pico Itapiroca växer i huvudsak städsegrön lövskog.